# Jennifer Dundas
Pour les articles homonymes, voir Dundas.
Jennifer Dundas, née le 14 janvier 1971 à Boston (Massachusetts, États-Unis) est une actrice américaine connue pour son rôle de Chris, la fille lesbienne de Diane Keaton, dans Le Club des ex.

## Filmographie
- 1982 : Little Gloria... Happy at Last (TV) : Little Gloria (Gloria Vanderbilt)
- 1984 : L'Hôtel New Hampshire (The Hotel New Hampshire) de Tony Richardson : Lilly Berry
- 1984 : Mrs. Soffel : Margaret Soffel
- 1985 : The Beniker Gang : Cassie Beniker
- 1985 : Tutti Frutti (Heaven Help Us) : Boo
- 1985 : Three Sovereigns for Sarah (TV) : Anne Putnam Jr.
- 1986 : L'Affaire Chelsea Deardon (Legal Eagles) d'Ivan Reitman : Jennifer Logan
- 1986 : Anastasia : Le Mystère d'Anna (Anastasia: The Mystery of Anna) (TV) : Anastasia
- 1992 : In the Shadow of Love: A Teen AIDS Story (TV) : Katie
- 1992 : Lorenzo (Lorenzo's Oil) de George Miller : Nurse Nancy Jo
- 1994 : Radioland Murders : Deirdre
- 1996 : Le Club des ex (The First Wives Club) : Chris Paradis
- 2000 : Swimming : Nicola Jenrette
- 2000 : New York, unité spéciale (saison 2, épisode 4) : Jamie Huntington-McKenna
- 2001 : New York, section criminelle (saison 1, épisode 5) : Dana Nolan
- 2002 : Dérapages incontrôlés (Changing Lanes) : Mina Dunne
- 2005 : NCIS : Enquêtes spéciales : Lynn Simons
- 2006 : Puccini et moi (Puccini for Beginners) : Molly
- 2006 : Desperate Housewives : Rebecca Shepard
- 2007 : Queens Supreme : Ms. Journo
- 2017 : Pentagon Papers (The Post) de Steven Spielberg : Liz Hylton
- 2019 : Brittany Runs a Marathon